# John Bupila
 (septembre 2021).
 John Bupila Hussein  (né à Lusangi le 4 janvier en 1964) est un homme politique de la République démocratique du Congo et député national, élu de la circonscription de Kabambare dans la province de Maniema,,,.

## Biographie
John Bupila Hussein est né à Lusangi le 4 janvier 1964, élu député national dans la circonscription électorale de Kabambare dans la province de Maniema, il est membre du regroupement politique ATIC.